# 佳能 EF-S 55-250mm 鏡頭
佳能 EF-S 55-250mmm 鏡頭是一系列由佳能公司生產的望遠變焦鏡頭，焦距等效於35mm相機88-400mm。一共有下列幾種型號。
- EF-S 55-250mm f/4-5.6 IS
- EF-S 55-250mm f/4-5.6 IS II
- EF-S 55-250mm f/4-5.6 IS STM

其中，标有“IS”（全称“Image stabilization”）的镜头具有光学防抖特性。
2011年6月13日佳能（中国）有限公司在官網發佈EF-S 55-250mm f/4-5.6 IS II二代鏡的消息，預計於2011年7月上市。

## 外部連結
- Canon Technical Specifications （页面存档备份，存于）